# DBRS
DBRS Morningstar est une agence mondiale de notation financière (CRA) fondée en 1976 (initialement connue sous le nom de Dominion Bond Rating Service) à Toronto. DBRS a été acquise par la société mondiale de services financiers Morningstar, Inc. en 2019 pour environ 700 millions de dollars . À la suite de cette acquisition, les activités de DBRS ont été intégrées à l'activité de notation financière de Morningstar Inc., Morningstar Credit Ratings, pour créer DBRS Morningstar . 
DBRS Morningstar , qui a des bureaux à Toronto, New York, Chicago, Londres, Francfort et Madrid, est la quatrième plus grande agence de notation en termes de parts de marché global, avec environ 2 % à 3 % du marché mondial. DBRS Morningstar est composée de cinq entités opérationnelles affiliées – DBRS Limited ; DBRS, Inc. ; DBRS Ratings Limited et DBRS Ratings GmbH.
À la suite de l'acquisition de DBRS et de Morningstar Credit Ratings, Detlef Scholz a été nommé président de l'activité de notation financière .
DBRS Morningstar est enregistrée auprès de la Securities and Exchange Commission (SEC) aux États-Unis comme organisation de notation statistique reconnue au niveau national (Nationally Recognized Statistical Rating Organization (NRSRO) conformément à la réforme de 2006 sur les agences de notations financières (CRA Reform Act) et aux règles adoptées en vertu celle-ci. DBRS Morningstar est l’une des 10 entreprises à détenir cette désignation. 
DBRS Morningstar est également enregistrée comme une agence de notation financière dans l’Union européenne en accord avec le Règlement (CE) n° 1060/2009 du Parlement Européen, modifié par le Règlement (UE) n° 513/2011 et n° 462/2013 sur les agences de notation de crédit. DBRS Morningstar est également enregistrée avec l’Ontario Securities Commission (OSC) au Canada. 
DBRS Morningstar est l’une des quatre seules agences de notation, en incluant ses trois plus gros concurrents que sont Standard & Poor’s, Moody's Investors Service et Fitch Ratings, à avoir reçu la reconnaissance des organismes externes d'évaluation du crédit (OEEC ou ECAI en anglais) de la part de la Banque Centrale Européenne (BCE). Cette désignation s’utilise pour les agences de notation de crédit dont les notations financières peuvent être utilisées par la BCE afin de déterminer les exigences de garanties nécessaires pour réaliser des emprunts auprès de la Banque Centrale. Ces dernières années, les notations souveraines de DBRS Morningstar pour certains pays de l’Union Européenne, tels que le Portugal, l’Irlande ou l’Italie, ont été utilisées par la BCE dans ce but.
Le 29 mai 2019, Morningstar, Inc. a annoncé l'acquisition de DBRS dans le cadre d'une transaction d'environ 700 millions de dollars en espèces et en actions. Le rachat a été clos le 2 juillet 2019 .

## Histoire
L’entreprise a été fondée par Walter Schroeder, qui a commencé par esquisser un plan d’activités alors qu’il conduisait vers Montréal pour des vacances en famille. Il a développé l’agence de notation à partir de zéro, démarrant l’entreprise avec moins de 1 000 $. L’entreprise a ouvert son premier bureau, un petit espace d’environ 140 mètres carrés, à Toronto.
M. Schroeder et sa famille ont vendu l'entreprise à The Carlyle Group et Warburg Pincus. Ces derniers ont ensuite vendu l'entreprise à son propriétaire actuel, Morningstar Inc . 
Depuis ses débuts, DBRS s’est développée pour devenir la plus grande agence de notation financière au Canada, avec des opérations aux États-Unis, en Europe et au Mexique. La société a ouvert ses bureaux à Chicago et New York en 2003, son bureau actuel de Londres en 2010 et celui de Francfort en 2018 et Madrid en 2019. En 2008, l’entreprise a changé son nom de Dominion Bond Rating Service à DBRS.
Aujourd'hui, DBRS Morningstar compte environ 700 employés et note plus de 3 000 groupes  émetteurs et 60 000 titres dans le monde entier .

## Structure sociale et opérationnelle
DBRS Morningstar compte avec plusieurs sociétés présentes dans différentes zones géographiques. DBRS Limited est la société qui opère  au Canada tandis que, DBRS, Inc. est la société opérant aux États-Unis. DBRS Ratings Limited est la société présente au Royaume-Uni,  basée à Londres et abritant les activités européennes plus importantes de l'agence. De plus, DBRS Ratings GmbH et DBRS Ratings GmbH, Sucursal en España, sont les sociétés opérationnelles en Allemagne et Espagne, respectivement.

## Notations financières
DBRS Morningstar fournit des services de notation financière indépendants pour des institutions financières, des entreprises privées, des états souverains, ainsi que pour des produits et instruments de financement structurés dans toutes les régions du monde où elle opère. 
Les notations financières sont des opinions prospectives concernant le risque de crédit et reflète la qualité de crédit d’une entité ou d’un titre de créance. Le processus de notation qui inclut un comité de notation facilite les décisions de notation. Celles-ci correspondent à une analyse collective de la part d’analystes seniors de DBRS Morningstar plutôt qu’à l’opinion d’un seul individu. Les décisions de notation sont fondées sur des informations jugées suffisantes et incluant des considérations globales mais aussi locales. Les notations sont basées sur des méthodologies approuvées et sont indépendantes de tout conflit d’intérêt réel ou perçu. 

## Viewpoint
Viewpoint est une plateforme en ligne lancée par DBRS Morningstar en 2016 (préalablement connue comme iReports) fournissant un accès interactif à des informations sur les créances hypothécaires commerciales ainsi que des commentaires produits par DBRS Morningstar pour la notation de ces transactions. Les utilisateurs bénéficient d’une transparence accrue sur les analyses de crédit de DBRS Morningstar  et de données supplémentaires au travers de la plateforme.

## Règlementation
Au Canada, DBRS Morningstar est régulé par la Canadian Securities Administrators, son principal organisme de régulation étant l’OSC. Les agences de notation au Canada doivent devenir une « organisation de notation désignée » afin que leurs opinions soient éligibles à être utilisées dans le contexte des lois sur les titres de créances.
Aux États-Unis, DBRS Morningstar est régulée par la SEC, qui a proposé des règles dans le cadre de la Loi Dodd-Frank qui imposeront des exigences supplémentaires en matière de gouvernance, transparence, conflits d'intérêts et de mesure de la performance pour le secteur des agences de notation. 
En Europe, DBRS Morningstar est régulé par l’ESMA et la FCA. Des règles supplémentaires – appelés CRA (Credit Rating Agency) III – ont été adoptées en Europe et se concentrent sur un accroissement de la concurrence, plus de transparence, l’indépendance des notations, la standardisation des notations d’États souverains et l’ajout de nouvelles responsabilités, qu’un contrat existe ou pas.